# Brugmansia
Brugmansia este un gen de plante din familia Solanaceae, ordinul Solanales.
Speciile de Brugmansia sunt printre cele mai toxice plante ornamentale, conținând alcaloizi tropanici de tipul celor responsabili și pentru toxicitatea și efectele delirante ale plantei Datura Stramonium (ciumăfaie sau "iarba diavolului") și Atropa Belladona (mătrăguna). Toate cele șapte specii sunt cunoscute doar în cultivare sau ca plante care au scăpat din culturi, iar nicio plantă sălbatică nu a fost vreodată confirmată. Prin urmare, acestea sunt incluse pe lista Roșie a IUCN ca fiind dispărute  în sălbăticie, deși sunt plante ornamentale populare și încă există sălbatice în afacerea lor nativă, ca specii introduse.